# Necrópole da Provença
A Necrópole da Provença, igualmente conhecida como Necrópole do Montadinho, é um sítio arqueológico no concelho de Sines, na região do Alentejo, em Portugal.

## Descrição e história
O sítio arqueológico situa-se na courela de São Torpes, na Herdade da Provença, a cerca de oitocentos metros da costa e a onze quilómetros da cidade de Sines.
Trata-se de uma necrópole de cistas da Idade do Bronze, composta pelo menos por 28 sepulturas. Estas situam-se no interior de recintos tumulares, de planta quadrangular, sendo rodeadas por lajes em cutelo, numa disposição semelhante a favos. Estavam cobertas por uma tampa monolítica, selada por lajes de xisto, ou por diversas placas parcialmente ou totalmente sobrepostas.
Destaca-se a décima segunda sepultura, que tinha no seu interior dois recipientes de cerâmica, um punhal de cobre, contas de mineral e verde e uma conta em ouro de forma espiralada. Nas imediações situa-se o antigo habitat correspondente à necrópole, que era composto por diversas cabanas de planta quadrangular, possuindo no seu interior lareiras formadas por seixos. O espólio encontrado no local inclui igualmente vestígios osteológicos e outras peças de cerâmica, incluindo vasos carenados, tanto lisos como decorados, além de uma taça de tipologia da atalaia. Parte dos materiais encontrados na Provença foi integrado no acervo do Museu Municipal de Sines.
Foi investigada em 1972, por parte do Grupo de Trabalhos Arqueológicos da Área de Sines, que se encontrava em risco de ser danificada por vandalismo. Os responsáveis pela escavação foram Carlos Manuel Lindo Tavares da Silva, Manuel Luís de Macedo Farinha dos Santos e Maria Joaquina Coelho Soares. Outro investigador que também trabalhou em 1972 na necrópole da Provença foi José Miguel da Costa.